# The Sinner (boek)
The Sinner is een medische thriller uit 2003 van de Amerikaanse auteur en arts Tess Gerritsen.
In dit boek gaat het onderzoek over de aanval op twee nonnen in een klooster in Boston. Een van de nonnen is dood, de andere levensgevaarlijk gewond. Patholoog-anatoom Maura Isles is belast met de lijkschouw van de dode non (Camille) en doet de verontrustende ontdekking dat deze zwanger was. Dit verbaast de twee rechercheurs Rizzoli en Frost, die het onderzoek doen. Het misselijkmakende lijk dat vervolgens wordt ontdekt brengt zelfs de stoere Jane Rizzoli van haar stuk. Als men later ook een lijk vindt in een afgelegen buurt (Rattenvrouw) loopt het onderzoek gevaarlijke straatjes in.